# 짐 라이트바디
제임스 데이비스 "짐" 라이트바디(James Davies "Jim" Lightbody, 1882년 3월 16일 ~ 1953년 3월 2일)는 미국의 중거리달리기 선수로 20세기 초반에 1906년 중간 올림픽에서 포함하여 6개의 올림픽 메달을 획득하였다.
피츠버그에서 태어나 인디애나주 먼시의 고등학교를 졸업한 라이트바디는 1904년 세인트루이스 올림픽에서 위대한 성공을 거두었다. 그는 자신이 나간 3개의 개인 종목들에서 우승 후보로 보이지 않았지만, 그럼에 불구하고 3개의 종목 전부를 우승하였다.
처음에 2590m 장애물경주를 우승하고, 며칠 후 800m 타이틀로 전력 질주하였다. 결국 그는 1500m를 비공식적 세계 신기록 4분 05.4초로 우승하였다. 그날 후반에 혼합팀으로 나간 4 마일 단체 경주에서 시카고 육상 협회와 나갈 때 2위를 하였다.
1905년 라이트바디는 800m와 1500m 둘다의 AAU 타이틀을 우승하였고, 이듬해 아테네에서 열린 중간 올림픽에서 성공적으로 1500m 타이틀을 유지하고 800m 2위를 하였다.
그는 1908년 런던 올림픽에 다시 나갔다. 800m 첫 라운드 예선에서 4위에 그쳤다. 1500m의 첫 라운드에서 동료 제임스 설리번에게 가까운 차이로 패하여 기권하였다. 3200m 장애물경주의 첫 라운드에서 해리 스웰에게 10 야드 차이로 패하여 결승전 진출에 실패하고 말았다.
71세 생일이 다가오기 2주 전, 사우스캐롤라이나주 찰스턴에서 사망하였다.